# Krylovo
Krylovo (jusqu'en 1947: Nordenburg, en allemand ; en russe : Крылово) est une localité de l'oblast de Kaliningrad dans la fédération de Russie. Elle fait partie du raïon de Pravdinsk et comprend environ cinq cents habitants.

## Géographie
La bourgade se trouve tout près de la frontière polonaise et à l'est de la petite ville de Jeleznodorojny.

## Histoire
Nordenburg (ce qui signifie en allemand château fort du nord) est fondée par les chevaliers teutoniques qui y construisent un château fort en 1303. Nordenburg obtient ses privilèges de ville en 1405. Nordenburg passe à la Réforme en 1528 et abjure le catholicisme pour le luthéranisme, toutefois une église catholique est fondée à la fin du XVIIIe siècle, comme église filiale de la paroisse d'Heiligelinde. La ville est incendiée par les Tatars, à la solde du royaume de Pologne en 1657, pour avoir favorisé l'avancée des Suédois.
Nordenburg a plus de trois mille habitants en 1945 et appartient alors à la province de Prusse-Orientale de l'État libre de Prusse en étant attachée administrativement à l'arrondissement de Gerdauen du district de Königsberg.
Contrairement à la plupart des villes et villages de cette zone, la ville ne souffre que peu des dommages de guerre et n'est pas bombardée par les raids aériens anglo-américains de la fin juillet 1944 qui rasèrent Königsberg. De même, elle n'est pas incendiée par les soldats de l'Armée rouge qui investit la région à partir de janvier 1945. Cependant la quasi-totalité de la population a fui les atrocités à l'avancée du front de l'est. C'est donc une ville quasi déserte le 25 janvier 1945, lorsque les troupes soviétiques y arrivent. Elle marque quelques mois plus tard la nouvelle frontière avec la Pologne à 12 km au sud. Joseph Staline a décidé en effet à Potsdam d'étendre la Pologne au nord et à l'ouest, au détriment de l'État libre de Prusse qui doit être rayé de la carte, ce qui est entériné juridiquement par la loi n° 46 du 25 février 1947. Des populations russes de la partie centrale de la Russie dévastée par la guerre et de l'Ukraine, qui eut particulièrement à souffrir de l'occupation allemande et de la guerre de libération, sont envoyées pour habiter les lieux et remplacer la population d'origine. Toutefois leur nombre n'atteindra jamais ici le nombre d'avant 1945 et l'ancienne Nordenburg, devenue Krylovo, perd ses droits de ville et ne devient qu'une simple localité. 
La zone est déclarée zone militaire à l'époque de l'URSS et du pacte de Varsovie et surveillée par des garde-frontières. Les maisons faute d'habitants tombent en ruines.
Des anciens édifices, seuls subsistent aujourd'hui l'ancien donjon des chevaliers teutoniques et quelques maisons de chaque côté des anciennes routes d'Insterburg et de Gerdauen. Le village moderne se concentre un peu plus à l'ouest de l'ancien centre-ville.

## Démographie
- 1875: 2 547 habitants
- 1890: 2 251 habitants (dont 14 catholiques et 69 juifs)
- 1910: 2 149 habitants
- 1939: 3 173 habitants
- 2005: 500 habitants

Recensements et estimations de la population,:
| 2002* | 2010* | - |
| ----- | ----- | - |
| 756   | 785   | - |